# Стрілецька Пушкарка
Стрілецька Пушка́рка — село в Україні, у Великописарівській громаді Охтирського району Сумської області. Населення становить 117 осіб. Колишній орган місцевого самоврядування — Попівська сільська рада.

## Географія
Село Стрілецька Пушкарка розташоване на правому березі річки Ворскла, вище за течією на відстані 2 км розташоване село Лугівка, нижче за течією примикає село Вільне, на протилежному березі  — смт Велика Писарівка.
Річка у цьому місці звивиста, утворює лимани, стариці та заболочені озера.

## Історія
В часи, коли Вільне було фортецею Бєлгородської лінії укріплення на території села стояли пушкарі. Звідси і походить назва села.
Село постраждало внаслідок геноциду українського народу, проведеного окупаційним урядом СССР 1932–1933 та 1946–1947 роках.
12 червня 2020 року, відповідно до розпорядження Кабінету Міністрів України № 723-р «Про визначення адміністративних центрів та затвердження територій територіальних громад Сумської області», село увійшло до складу Великописарівської селищної громади.
19 липня 2020 року, в результаті адміністративно-територіальної реформи та ліквідації Великописарівського району, увійшло до складу новоутвореного Охтирського району.

## Населення

### Мова
Розподіл населення за рідною мовою за даними перепису 2001 року:
| Мова            | Кількість | Відсоток |
| --------------- | --------- | -------- |
| російська       | 163       | 87.17%   |
| українська      | 23        | 12.30%   |
| інші/не вказали | 1         | 0.53%    |
| Усього          | 187       | 100%     |